# Saint-Vincent-de-Reins
Saint-Vincent-de-Reins és un municipi francès situat al departament del Roine i a la regió d'Alvèrnia-Roine-Alps. L'any 2007 tenia 679 habitants.

## Demografia

### Població
El 2007 la població de fet de Saint-Vincent-de-Reins era de 679 persones. Hi havia 292 famílies de les quals 100 eren unipersonals (36 homes vivint sols i 64 dones vivint soles), 88 parelles sense fills, 92 parelles amb fills i 12 famílies monoparentals amb fills.
La població ha evolucionat segons el següent gràfic:
Habitants censats

### Habitatges
El 2007 hi havia 449 habitatges, 303 eren l'habitatge principal de la família, 105 eren segones residències i 41 estaven desocupats. 419 eren cases i 30 eren apartaments. Dels 303 habitatges principals, 230 estaven ocupats pels seus propietaris, 53 estaven llogats i ocupats pels llogaters i 20 estaven cedits a títol gratuït; 21 tenien dues cambres, 65 en tenien tres, 85 en tenien quatre i 132 en tenien cinc o més. 229 habitatges disposaven pel capbaix d'una plaça de pàrquing. A 139 habitatges hi havia un automòbil i a 126 n'hi havia dos o més.

### Piràmide de població
La piràmide de població per edats i sexe el 2009 era:
| Homes | Edats   | Dones |
| ----- | ------- | ----- |
| 0     | 95 o +  | 0     |
| 0     | 90 a 94 | 0     |
| 0     | 85 a 89 | 0     |
| 8     | 80 a 84 | 16    |
| 16    | 75 a 79 | 16    |
| 16    | 70 a 74 | 32    |
| 28    | 65 a 69 | 12    |
| 16    | 60 a 64 | 20    |
| 20    | 55 a 59 | 28    |
| 28    | 50 a 54 | 20    |
| 16    | 45 a 49 | 12    |
| 20    | 40 a 44 | 8     |
| 28    | 35 a 39 | 16    |
| 20    | 30 a 34 | 24    |
| 16    | 25 a 29 | 8     |
| 12    | 20 a 24 | 16    |
| 28    | 15 a 19 | 12    |
| 20    | 10 a 14 | 28    |
| 28    | 5 a 9   | 8     |
| 12    | 0 a 4   | 8     |

## Economia
El 2007 la població en edat de treballar era de 410 persones, 306 eren actives i 104 eren inactives. De les 306 persones actives 289 estaven ocupades (164 homes i 125 dones) i 17 estaven aturades (8 homes i 9 dones). De les 104 persones inactives 54 estaven jubilades, 25 estaven estudiant i 25 estaven classificades com a «altres inactius».

### Ingressos
El 2009 a Saint-Vincent-de-Reins hi havia 298 unitats fiscals que integraven 691,5 persones, la mediana anual d'ingressos fiscals per persona era de 16.082 €.

### Activitats econòmiques
Dels 36 establiments que hi havia el 2007, 1 era d'una empresa alimentària, 4 d'empreses de fabricació d'altres productes industrials, 5 d'empreses de construcció, 7 d'empreses de comerç i reparació d'automòbils, 6 d'empreses d'hostatgeria i restauració, 2 d'empreses financeres, 1 d'una empresa immobiliària, 6 d'empreses de serveis, 2 d'entitats de l'administració pública i 2 d'empreses classificades com a «altres activitats de serveis».
Dels 9 establiments de servei als particulars que hi havia el 2009, 1 era una oficina bancària, 2 fusteries, 1 electricista, 2 perruqueries i 3 restaurants.
Dels 2 establiments comercials que hi havia el 2009, 1 era una botiga de menys de 120 m² i 1 una fleca.
L'any 2000 a Saint-Vincent-de-Reins hi havia 22 explotacions agrícoles.

## Equipaments sanitaris i escolars
L'únic equipament sanitari que hi havia el 2009 era una farmàcia.
El 2009 hi havia una escola elemental.

## Poblacions més properes
El següent diagrama mostra les poblacions més properes.